# Carl West Rich

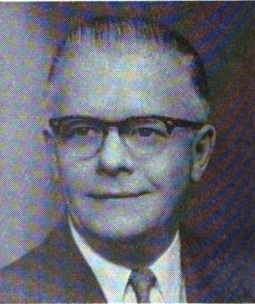
Carl West Rich (1963)

Carl West Rich (* 12. September 1898 in Cincinnati, Ohio; † 26. Juni 1972 ebenda) war ein US-amerikanischer Politiker der Republikanischen Partei. Von 1963 bis 1965 war er Mitglied des Repräsentantenhauses der Vereinigten Staaten für den 1. Kongressdistrikt des Bundesstaates Ohio.

## Leben
Carl West Rich wurde in Cincinnati geboren. Er besuchte dort die Walnut Hills High School. An der University of Cincinnati erhielt er 1922 seinen Bachelor vom College of Liberal Arts, vom College of Law erhielt er 1924 seinen Bachelor of Laws. Er wurde daraufhin als Rechtsanwalt zugelassen und eröffnete eine Anwaltskanzlei in Cincinnati. Von 1925 bis 1929 war er als Staatsanwalt von Cincinnati tätig. Staatsanwalt im Hamilton County war er von 1938 bis 1947. In der Zeit von 1947 bis 1956 war er neun Jahre Mitglied im Cincinnati City Council und mehrere Male Bürgermeister dieser Stadt. Er war ebenso Vorstandsvorsitzender der Cincinnati Royals.
Als Vertreter des 1. Distrikts von Ohio wurde er 1963 für eine Legislaturperiode ins Repräsentantenhaus nach Washington, D.C. geschickt. Er ging nach seinem Ausscheiden aus dem Kongress wieder seiner Anwaltstätigkeit nach.
Rich starb 1972 im Alter von 73 Jahren in Cincinnati. Er wurde auf dem Spring Grove Cemetery beigesetzt.